# Placówka Straży Granicznej w Warszawie
Placówka Straży Granicznej w Warszawie – terenowa jednostka organizacyjna Straży Granicznej realizująca zadania określone w ustawach.

## Formowanie i zmiany organizacyjne
27 września 2018 Komendant Główny Straży Granicznej wydał zarządzenie nr 82 w którym ograniczył terytorialny zasięg działania Placówki Straży Granicznej Warszawa-Okęcie wyłącznie do terenu Portu Lotniczego Chopina w Warszawie. Jednocześnie na podstawie tego zarządzenia została utworzona nowa jednostka – Placówka SG w Warszawie, która przejęła dotychczasowy terytorialny zasięg działania Placówki SG Warszawa-Okęcie. Zarządzenie to weszło w życie 17 października 2018. Kadrę nowo utworzonej jednostki stworzyli głównie funkcjonariusze przeniesieni z Placówki SG Warszawa-Okęcie.
Komendant Placówki Straży Granicznej w Warszawie podlega Komendantowi Nadwiślańskiego Oddziału Straży Granicznej.

## Terytorialny zasięg działania
- miasto Siedlce i Warszawa (z wyłączeniem Portu Lotniczego Chopina w Warszawie),
- powiaty w województwie mazowieckim: garwoliński, grodziski, miński, otwocki, piaseczyński, pruszkowski, siedlecki, warszawski zachodni, żyrardowski[1].

## Zadania
- zapobieganie i przeciwdziałanie nielegalnej migracji;
- rozpoznawanie, zapobieganie i wykrywanie przestępstw i wykroczeń oraz ściganie ich sprawców, w zakresie właściwości Straży Granicznej;
- przetwarzanie informacji, w tym danych osobowych, z zakresu ochrony granicy państwowej, kontroli ruchu granicznego, zapobiegania i przeciwdziałania nielegalnej migracji oraz udostępnianie ich sądom, prokuratorom, organom administracji publicznej i innym organom państwowym, uprawnionym do ich otrzymania na podstawie odrębnych ustaw, w zakresie niezbędnym do realizacji ich zadań;
- przeprowadzanie kontroli legalności wykonywania pracy przez cudzoziemców, prowadzenia działalności gospodarczej przez cudzoziemców, powierzanie wykonywania pracy cudzoziemcom;
- wykonywanie zadań określonych w innych ustawach.

## Komendanci
- mjr/ppłk SG Przemysław Kuźnia[1].